# بالاچه‌تپه
بالاچه تپه مربوط به هزاره ۵ و ۴ است و در شهرستان قزوین، بخش کوهین، روستای یل گنبد واقع شده و این اثر در تاریخ ۲۵ اسفند ۱۳۸۰ با شمارهٔ ثبت ۵۵۰۳ به‌عنوان یکی از آثار ملی ایران به ثبت رسیده است.